# Pooch the Pup
Pooch the Pup é um personagem de desenho animado de um cão antropomórfico, que aparece nos desenhos de Walter Lantz durante a era em preto e branco do estúdio, e é o primeiro personagem recorrente a ser feito por Walter Lantz. Esse personagem, no entanto, apareceu apenas em treze curtas. 

## Biografia
Em 1931, Walter Lantz enfrentava pequenos problemas financeiros. Uma maneira de lidar com os problemas era conceber uma nova série com um novo personagem, levando ao aparecimento de Pooch the Pup. Enquanto Lantz dirigia os curtas de Pooch the Pup, seu colega Bill Nolan se concentraria nos cartoons de Oswald, the Lucky Rabbit.
Quando surpreso com alguma coisa, Pooch dizia "Heh!" de uma maneira estridente. E quando sua namorada está com problemas, ele bate no peito e faz um grito de Tarzan antes de se mudar. 
Pooch fez sua estreia em The Athlete. Aqui, ele era um cão de caça de pelo branco com longas orelhas negras. Em Pin Feathers, ele tinha pelo preto, fazendo-o parecer muito parecido com Oswald, exceto por sua cauda longa e sem pelos. 
O último hurrah de Pooch foi em She Done Him Right, uma paródia de um filme chamado She Done Him Wrong. Após sua aposentadoria da tela, Oswald foi visto em dois desenhos animados vestindo uma jaqueta semelhante à de Pooch. Sugeriu-se que os dois curtas de Oswald fossem inicialmente projetados para apresentar Pooch.

## Filmografia
- The Athlete (29 de agosto de 1932)[3][4]
- The Butcher Boy (26 de setembro de 1932)[5]
- The Crowd Snores (24 de outubro de 1932)[6]
- The Under Dog (7 de novembro de 1932)[7]
- Cats and Dogs (5 de dezembro de 1932)[8]
- Merry Dog (2 de janeiro de 1933)[9][10]
- The Terrible Troubadour (30 de janeiro de 1933)[11]
- The Lumber Champ (13 de março de 1933)[12]
- Nature's Workshop (5 de junho de 1933)[13]
- Pin Feathers (3 de julho de 1933)[14]
- Hot and Cold (14 de agosto de 1933)[15]
- King Klunk (4 de setembro de 1933)[16]
- She Done Him Right (9 de outubro de 1933)[17]

Nota: Uma fonte listou o SOS Icicle (8 de maio de 1933) como um desenho animado separado enquanto outra alegou que era um título de trabalho para Hot & Cold.